# Sphenomorphus microtympanus
Sphenomorphus microtympanus este o specie de șopârle din genul Sphenomorphus, familia Scincidae, descrisă de Greer 1973. Conform Catalogue of Life specia Sphenomorphus microtympanus nu are subspecii cunoscute.